# Georg Sigmund Graf Adelmann von Adelmannsfelden

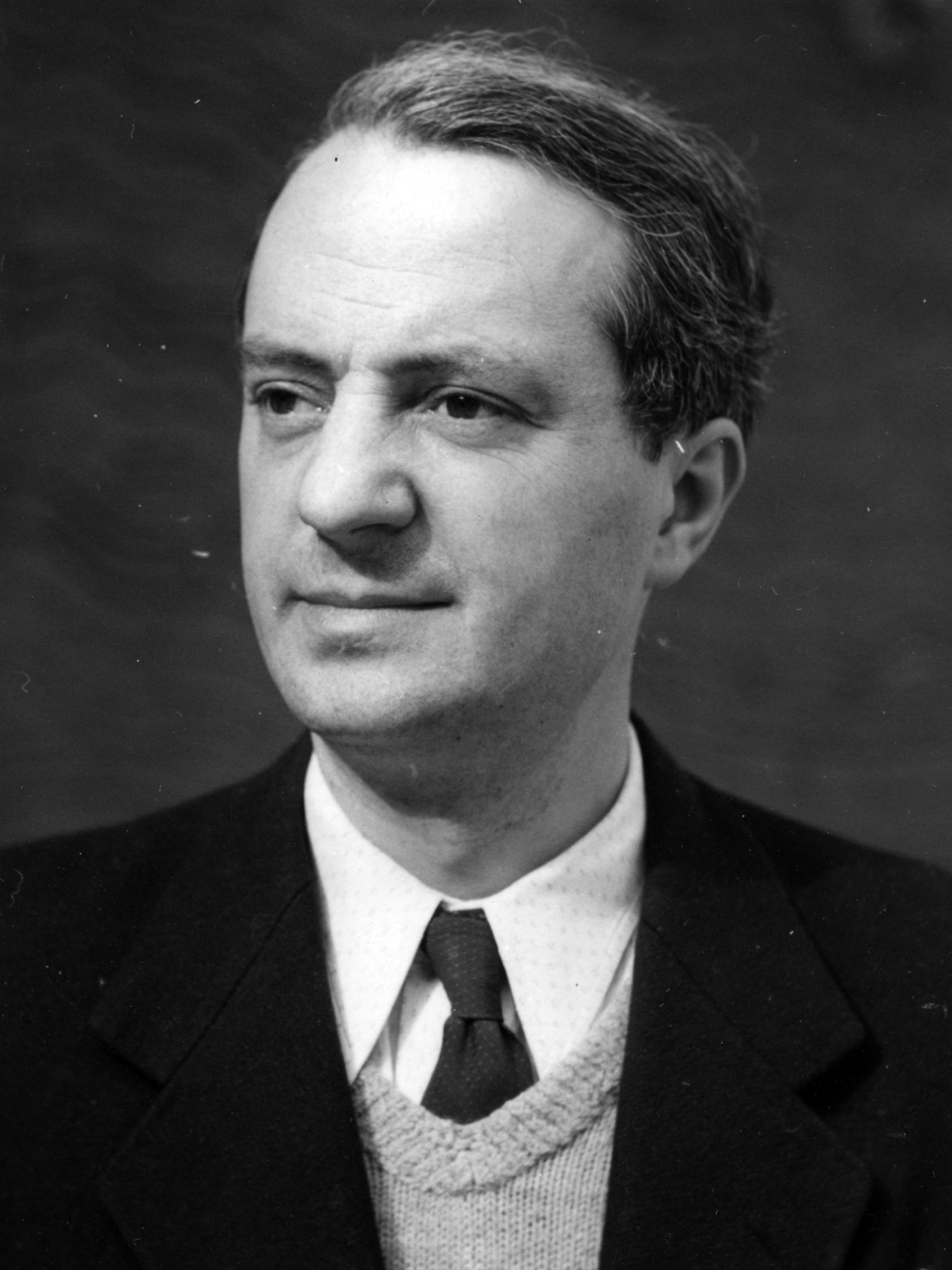
Georg Sigmund Graf Adelmann, 1946

Georg Sigmund Adelmann von Adelmannsfelden (* 29. November 1913 in Bitburg; † 26. Oktober 1991 in Ludwigsburg) war ein deutscher Kunsthistoriker und von 1972 bis 1977 erster Präsident des neu gegründeten Landesdenkmalamtes Baden-Württemberg.

## Leben
Adelmann entstammte dem alten schwäbischen Adelsgeschlecht der Adelmann von Adelmannsfelden. Er war ein Sohn des Regierungspräsidenten von Köln, Sigmund Maria Graf Adelmann von Adelmannsfelden und Bruder des Politikers Raban Adelmann. Er wuchs in Köln auf. Eindrücklich wirkte auf ihn die 1000-Jahr-Ausstellung der Rheinlande und ihrer Kunstschätze 1925 und die dort gezeigte sogenannte „Adelmann'sche Madonna“. Er betreute in der Familie die Kunstschätze seines 1926 verstorbenen Vaters. Bestimmend für den weiteren Lebensweg wurden in der Folge die tatkräftige und karitativ wirkende Mutter, aber auch die vielfältigen Anregungen, die aus dem Kreise der zehn Geschwister kamen.
Er studierte zunächst Philosophie in Frankfurt am Main und dann Kunstgeschichte in Köln, Berlin und München. Er wurde 1946 bei Georg Weise mit einer Arbeit über die Einflüsse der deutschen Spätgotik auf den Manierismus promoviert.
Noch 1946 konnte Graf Adelmann eine Stelle beim württembergischen Landesamt für Denkmalpflege antreten. Zunächst wurde er Bearbeiter des Inventars der Kunstdenkmäler im ehemaligen Oberamt Wangen im Allgäu. Nach dessen Drucklegung (1954) begann er mit der Inventarisation im Landkreis Mergentheim, musste diese dann jedoch zugunsten der praktischen Denkmalpflege abbrechen. Zunächst unter der Anleitung von Landeskonservator Richard Schmidt arbeitete er fortan in der Bau- und Kunstdenkmalpflege. Seit 1955 stand Graf Adelmann beim Staatlichen, eigentlich württembergischen Landesamt für Denkmalpflege in Stuttgart diesem Aufgabenbereich verantwortlich vor. Als solcher vertrat er den Grundsatz, dass Bauwerke erst ab dem Alter von 100 Jahren denkmalfähig wären. 1969 wurde er zum Leiter des Staatlichen Landesamts für Denkmalpflege, 1972 zum ersten Leiter des im selben Jahr geschaffenen Landesdenkmalamtes Baden-Württemberg berufen.
Graf Adelmann war seit 1958 zweiter Vorsitzender des Schwäbischen Heimatbundes; 1962 Stadtrat in Ludwigsburg, 1965 Kreisverordneter; 1969 Mitglied der Kommission für geschichtliche Landeskunde in Baden-Württemberg, Mitglied des Deutschen Nationalkomitees von ICOMOS sowie  Mitglied der Vereinigung der Landesdenkmalpfleger in der Bundesrepublik Deutschland.
Graf Adelmann heiratete 1949 auf Schloss Zeil Gabrielle von Waldburg zu Zeil und Trauchburg (1922–2005), eine Enkelin von Wilhelm von Waldburg-Zeil. Die Familie lebte zunächst in Heutingsheim. Ab 1961 war Graf Adelmann mit seiner Familie in Ludwigsburg ansässig, wo er selbst in einem Baudenkmal wohnte. Er hatte fünf Kinder. Als Hobbys nannte er selbst Geschichte, Landeskunde, Genealogie und Heraldik.

## Leistungen
Graf Adelmann hat die Renovierung zahlreicher wichtiger Baudenkmale betreut, beispielsweise der Stiftskirche Ellwangen, der Klosterkirchen Schöntal und Neresheim, des Münsters zu Ulm. Sein Name ist aufs engste mit der Wiederherstellung des Seyfer-Altars in der Kilianskirche Heilbronn verbunden.
Als erster Präsident des nach Erlass des Denkmalschutzgesetzes Baden-Württemberg neu gegründeten Landesdenkmalamtes hat er maßgeblich am Aufbau der baden-württembergischen Denkmalpflege mitgewirkt.
Ein Teil seines persönlichen Nachlasses wird im Landesarchiv Baden-Württemberg (Abteilung Ludwigsburg) unter der Signatur PL 13 verwahrt.

## Veröffentlichungen (Auswahl)
- Das Geschlecht der Adelmann von Adelmannsfelden. Schwabenverlag, Ellwangen 1948.
- Das Fortleben gotischer Ausdrucks- und Bewegungsmotive in der Kunst des Manierismus. Tübinger Forschungen zur Kunstgeschichte 9, Tübingen 1954 (= Dissertation).
- Burgen und Schlösser in Württemberg und Hohenzollern: nach alten Vorlagen. Weidlich, Frankfurt am Main 1959.
- Denkmalpflege. Deutsche Verlags-Anstalt, Stuttgart 1963.
- Stadtpfarrkirche Sankt Georg, Isny : ehem. Benediktinerabteikirche. 4. Auflage. Schnell und Steiner, München, Zürich 1977.